# Анфиногенов, Анатолий Сергеевич
Анатолий Сергеевич Анфиногенов (8 января 1936, г. Ленинград — 11 октября 2003, г. Санкт-Петербург) — специалист в области гироскопических приборов. Под руководством ученого в ЦНИИ «Электроприбор» был создан отечественный электростатический гироскоп, который до сих пор остаётся наиболее точным датчиком первичной информации для инерциальных навигационных систем1.

## Биография
В. А. Анфиногенов окончил Ленинградский электротехнический институт им. В. И. Ульянова (Ленина) в 1954 году по специальности «Физика диэлектриков и полупроводников». Доктор технических наук (1993).
С 1954 года работал в ЦНИИ «Электроприбор», где смог занять должность главного конструктора.
В 1963 году в ЦНИИ «Электроприбор» возглавил уникальную разработку прецизионного электростатического гироскопа для систем инерциальной навигации и создал электростатический гироскоп, соответствующий мировому уровню. Также А. С. Анфиногенов внес большой вклад в создание навигационного комплекса «Симфония» и его модификацию.

## Признание
В память об ученом-гироскописте, главном конструкторе высокочастотных систем морского приборостроения по инициативе сотрудников ЦНИИ «Электроприбор» учрежден Фонд поддержки студентов и аспирантов-приборостроителей им. А. С. Анфиногенова.2

## Награды
- Лауреат Государственной премии СССР (1984)
- Орден Трудового Красного Знамени (1971)
- Медаль «300 лет Российскому флоту»
- Заслуженный изобретатель РФ (2001)